# ياكوفليف ياك-6
كانت ياكوفليف ياك-6 طائرة سوفيتية ثنائية المحرك طُورت وبُنيت أثناء الحرب العالمية الثانية. اُستخدمت كقاذفة ليلية خفيفة قريبة المدى وناقلة خفيفة.

## التطوير
في أبريل 1942، كُلف مكتب ياكوفليف التصميمي بتصميم طائرة نقل خفيفة ثنائية المحرك لتكملة طائرات صغيرة ذات محرك واحد مثل بوليكاربوف بو-2. طُلب التصميم سهل البناء ومُشغّل. باشر التصميم والإنشاء العمل بسرعة هائلة، مع النموذج الطائر ياك-6 في يونيو 1942. نجحت باختبارات الحالة والتسليم في سبتمبر 1942، وأصبحت جاهزة للإنتاج.

## المشغلون
فرنسا
- نورماندي نيمين - سرب طائرات نقل

 الاتحاد السوفيتي
- القوات الجوية السوفيتية

 منغوليا
- القوات الجوية المنغولية الشعبية

## المواصفات

### الخصائص العامة
- الطاقم: 2
- الحمولة: 4 ركاب
- الطول: 10,35 متر
- طول الجناح: 14 متر
- مساحة الجناح: 29,6 متر مربع
- الجنيح: كلارك-واي إتش
- الوزن الفارغ: 1415 كيلو جرام
- الوزن الإجمالي: 2300 كيلو جرام
- قوة المحرك: 2 × شيفتسوف م-11 5 اسطونات محرك شعاعي، 100 كيلو وات (140 حصان) لكل واحد

### الأداء
- السرعة القصوى: 187 كم/الساعة
- المدى: 900 كم
- حد الخدمة الأقصى: 3380 م
- وقت الارتفاع: 5,4 دقيقة لكل 1000 م

### التسلح
- الرشاشات: 1 × رشاش شكاس في موقع ظهري
- الصواريخ: 10 × صواريخ آر.إس 82
- القذائف: قذائف أكثر من 500 كجم